# Wodorek rubidu
Wodorek rubidu, RbH – nieorganiczny związek chemiczny z grupy wodorków. Jego cząsteczka zbudowana jest z rubidu i wodoru.

## Otrzymywanie
Można go otrzymać w reakcji metalicznego rubidu ze sprężonym gazowym wodorem w temp. >300 °C:
2Rb + H
2 → 2 RbH
Powstaje również podczas redukcji tlenku rubidu wodorem.
Rb
2O + H
2 → RbH + RbOH

## Właściwości chemiczne
Reaguje z kwasami tworząc sole:
RbH + HCl → RbCl + H
2↑
W kontakcie z wodą lub tlenem daje wodorotlenek rubidu:
RbH + H
2O → RbOH + H
2↑
RbH + O
2 → 2RbOH (w temperaturze powyżej 200 °C)